# Руденице (Александровац)
Руденице је насеље у Србији у општини Александровац у Расинском округу. Према попису из 2022. има 128 становника (према попису из 2011. било је 149 становника). У близини села се налази манастир Руденица из средњег века, који се налази под заштитом републике Србије, као споменик културе од великог значаја

## Демографија
У насељу Руденице живи 133 пунолетна становника, а просечна старост становништва износи 46,6 година (44,2 код мушкараца и 48,6 код жена). У насељу има 50 домаћинстава, а просечан број чланова по домаћинству је 3,28.
Ово насеље је великим делом насељено Србима (према попису из 2002. године), а у последња три пописа, примећен је пад у броју становника.
|  |

| Демографија | Демографија | Демографија |
| Година      | Становника  | Становника  |
| ----------- | ----------- | ----------- |
| 1948.       | 289         |             |
| 1953.       | 298         |             |
| 1961.       | 302         |             |
| 1971.       | 281         |             |
| 1981.       | 299         |             |
| 1991.       | 264         | 190         |
| 2002.       | 164         | 258         |
| 2011.       | 149         |             |
| 2022.       | 128         |             |

| Етнички састав према попису из 2002.‍ | Етнички састав према попису из 2002.‍ | Етнички састав према попису из 2002.‍ | Етнички састав према попису из 2002.‍ | Етнички састав према попису из 2002.‍ |
| ------------------------------------ | ------------------------------------ | ------------------------------------ | ------------------------------------ | ------------------------------------ |
|                                      |                                      |                                      |                                      |                                      |
| Срби                                 | Срби                                 |                                      | 161                                  | 98,17%                               |
| непознато                            | непознато                            |                                      | 3                                    | 1,82%                                |

| Година пописа     | 1948. | 1953. | 1961. | 1971. | 1981. | 1991. | 2002. |
| ----------------- | ----- | ----- | ----- | ----- | ----- | ----- | ----- |
| Број домаћинстава | 43    | 47    | 56    | 57    | 60    | 60    | 50    |

| Број чланова      | 1  | 2  | 3 | 4 | 5 | 6 | 7 | 8 | 9 | 10 и више | Просек |
| ----------------- | -- | -- | - | - | - | - | - | - | - | --------- | ------ |
| Број домаћинстава | 13 | 14 | 6 | 2 | 5 | 3 | 4 | 2 | 0 | 1         | 3,28   |

| Пол    | Укупно | Неожењен/Неудата | Ожењен/Удата | Удовац/Удовица | Разведен/Разведена | Непознато |
| ------ | ------ | ---------------- | ------------ | -------------- | ------------------ | --------- |
| Мушки  | 58     | 4                | 48           | 6              | 0                  | 0         |
| Женски | 77     | 10               | 48           | 19             | 0                  | 0         |
| УКУПНО | 135    | 14               | 96           | 25             | 0                  | 0         |

| Пол    | Укупно                    | Пољопривреда, лов и шумарство | Рибарство                            | Вађење руде и камена | Прерађивачка индустрија       |
| ------ | ------------------------- | ----------------------------- | ------------------------------------ | -------------------- | ----------------------------- |
| Мушки  | 33                        | 30                            | 0                                    | 0                    | 1                             |
| Женски | 19                        | 17                            | 0                                    | 0                    | 1                             |
| УКУПНО | 52                        | 47                            | 0                                    | 0                    | 2                             |
| Пол    | Производња и снабдевање   | Грађевинарство                | Трговина                             | Хотели и ресторани   | Саобраћај, складиштење и везе |
| Мушки  | 0                         | 0                             | 1                                    | 0                    | 0                             |
| Женски | 0                         | 0                             | 0                                    | 0                    | 0                             |
| УКУПНО | 0                         | 0                             | 1                                    | 0                    | 0                             |
| Пол    | Финансијско посредовање   | Некретнине                    | Државна управа и одбрана             | Образовање           | Здравствени и социјални рад   |
| Мушки  | 0                         | 0                             | 0                                    | 1                    | 0                             |
| Женски | 0                         | 0                             | 0                                    | 0                    | 0                             |
| УКУПНО | 0                         | 0                             | 0                                    | 1                    | 0                             |
| Пол    | Остале услужне активности | Приватна домаћинства          | Екстериторијалне организације и тела | Непознато            | Непознато                     |
| Мушки  | 0                         | 0                             | 0                                    | 0                    | 0                             |
| Женски | 1                         | 0                             | 0                                    | 0                    | 0                             |
| УКУПНО | 1                         | 0                             | 0                                    | 0                    | 0                             |